# 2C-iBu
2C-iBu是一种有机化合物，化学式为C14H23NO2，它是一种血清素5-HT2A受体激动剂，其活性与DOx类药物DOIB、(R)-DOB、(R)-DOI和DOiP相当或更低。